# 拉特纳猶太人
拉特纳猶太人是中世纪早期猶太商人，由中国、印度、信德、中亚至法国隆河及北非也有他们足跡，他们在伊斯兰与意大利人兴起前控制絲綢之路。他们在可薩汗国地位很高。

## 活动
他们操多种语言，在西方带回薩卡里巴，女奴、阉人、毛皮，從東方帶回香料，麝香，珠宝与絲绸。

## 重要性
他们的活动使可薩人定居化与信仰犹太教。